# Cabanes de Volta I i II
Les Cabanes de Volta I i II són unes cabanes dels Plans de Sió (Segarra) inclosa a l'Inventari del Patrimoni Arquitectònic de Catalunya.

## Descripció
Es tracta de dues cabanes de volta situades a la partida de les Triagueres als afores de Concabella. Estan realitzades amb carreus de pedra col·locats en sec, però presenten diferències entre elles.

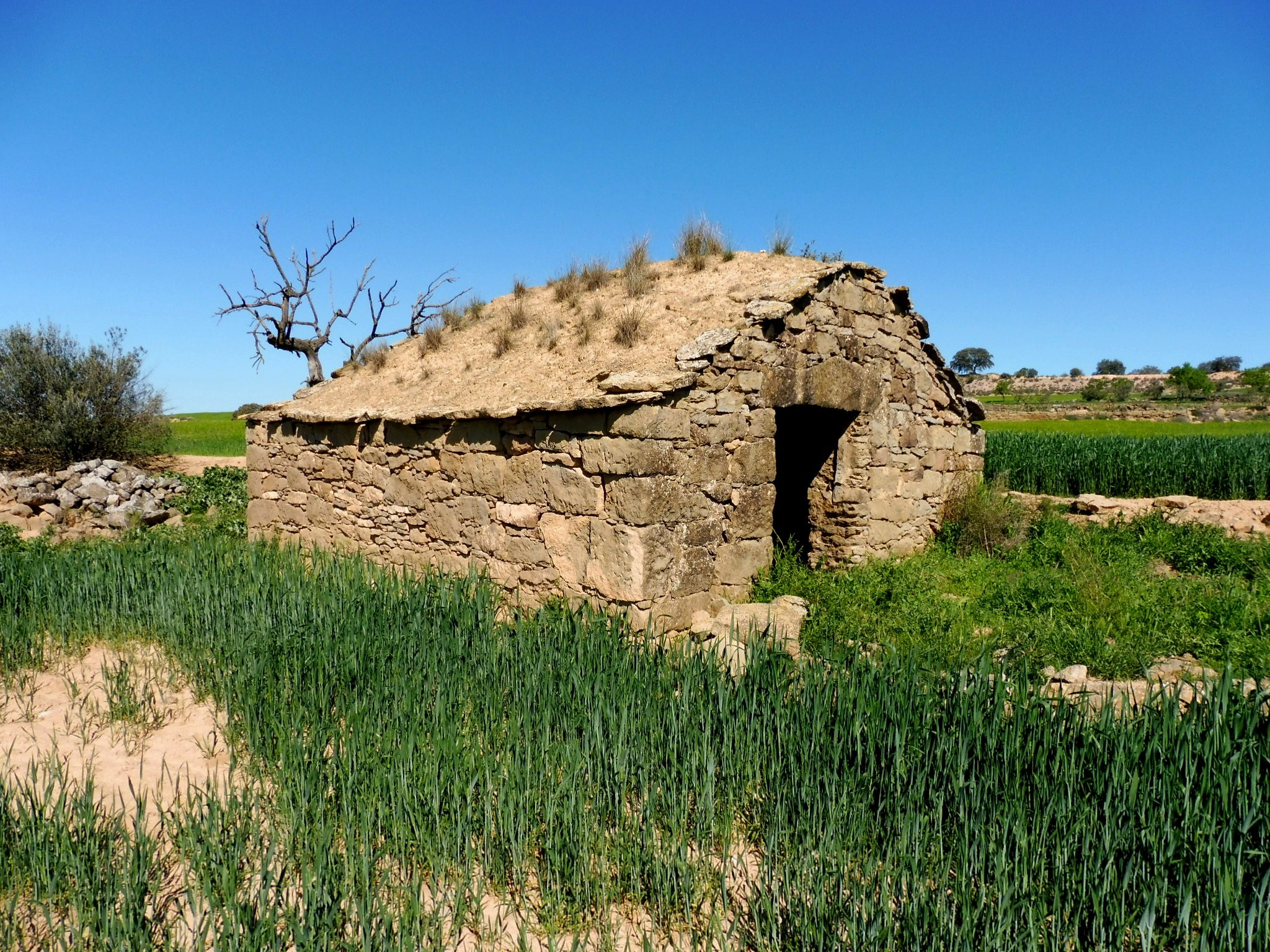
Cabana de volta II

La primera cabana presenta una porta d'entrada amb llinda superior de pedra on podem observar la data de la seva construcció, 1911, i les inicials dels seus propietaris, J. P. i F. P. Presenta una coberta amb cúpula amb la coberta exterior de terra per donar més compacitat a la volta i a la càrrega. Al seu interior hi ha una menjadora a la paret del fons pels animals que s'utilitzaven durant el treball al camp, amb una biga de fusta a la part superior realitzada amb carreus rejuntats amb morter igual que el mur del fons de la cabana.
La segona cabana també presenta una porta d'entrada amb llinda superior de pedra però sense cap tipus d'inscripció i de forma més irregular. A diferència de l'anterior presenta una coberta amb volta de mig punt amb la coberta exterior també de terra. Al seu interior hi trobem la menjadora al mur lateral de la dreta, també amb la presència d'una biga de fusta a la part superior i una petita obertura rectangular al fons, on el mur està realitzat amb tàpia.